# Astrid Kirchherr
Astrid Kirchherr (ur. 20 maja 1938 w Hamburgu, zm. 12 maja 2020 tamże) – niemiecka malarka i fotograf.
Astrid Kirchherr była w związku ze Stuartem Sutcliffem, pierwszym basistą zespołu The Beatles. Była pomysłodawczynią fryzur Beatlesów i autorką ich pierwszych profesjonalnych zdjęć.